# Паоло Кавара
Паоло Кавара (італ. Paolo Cavara, Болонья, 4 липня 1926 — Рим, 7 серпня 1982) — італійський режисер і сценарист.

## Біографія
Паоло Кавара співпрацював з режисерами Гуалтьєро Якопетті і Франко Проспері, в результаті цього вийшли документальні фільми у стилі «мондо».
У 1950 році Паоло вивчав архітектуру в Флорентійському університеті. Потім Кавара почав знімати документальні фільми і наукові екскурсії, де став піонером підводної зйомки. У 1951 році разом з Франко Проспері був членом експедиції на Цейлон, в результаті якої був знятий фільм «Шостий континент».
У 1950-х роках Кавара працював над серією фільмів для італійського національного телебачення режисера Джорджо Мозера. Потім був помічником режисера у фільмах Генрі Костера.
У 1962 році Кавара разом з Якопетті випустили документальний фільм «Собачий світ», який було представлено на Каннському кінофестивалі.

## Фільмографія
- Собачий світ, (1961)
- La donna nel mondo, (1963)
- Собачий світ 2 (1963)
- Дурний світ (1964)
- Witchdoctor in tails (1966)
- L'occhio selvaggio (1967)
- La cattura (1969)
- La tarantola dal ventre nero (1971)
- Los amigos, (1972)
- L'uomo e la natura. Il delta del Danubio (1973)
- Virilità (1974)
- 1974 — Слизняк / Il lumacone
- ...e tanta paura (1976)
- Atsalut pader (1979)
- Господарка готелю (1980)
- Sarto per signora (1980)